# André Tulard
Pour les articles homonymes, voir Tulard.
Pour un article plus général, voir Shoah en France.
André Tulard, né André Louis Henri Tulard le 23 juin 1898 à Nérondes et mort le 3 février 1967 à Paris 13e, est un haut fonctionnaire français connu pour avoir créé sous le régime de Vichy un ensemble de fichiers des Juifs de l'ancien département de la Seine : le « fichier Tulard ». Il était sous-directeur du service des étrangers et des affaires juives à la préfecture de police de Paris de 1940 à 1943.
Il est le père de l'historien Jean Tulard, né de son union en 1932 avec Hélène Bouissy (1900-1986).

## Biographie
Sous-directeur au « Service des étrangers » de la préfecture de police de Paris où il était entré en 1921, qui devint sous Vichy « Service des étrangers et des affaires juives », il élabora ainsi le « fichier juif » utilisé pour la rafle du Vélodrome d'Hiver des 16 et 17 juillet 1942, qui recensait près de 150 000 personnes, dont plus de 64 000 sont de nationalité étrangère. Sous la Troisième République, André Tulard avait déjà réalisé un premier fichier pour la Préfecture de police de Paris qui recensait les « communistes ».
La première ordonnance nazie relative au statut des Juifs en zone occupée, publiée le 27 septembre 1940,,, oblige les Juifs à se déclarer comme tels entre le 3 et le 20 octobre 1940 dans les commissariats de police et sous-préfectures,,. Puis, le régime de Vichy promulgue le 3 octobre 1940 le premier Statut des Juifs, lequel n'oblige à aucun recensement. 
Dans le seul département de la Seine, 149 734 personnes, se présentent dans les commissariats. Les renseignements obtenus sont recueillis par la préfecture de police, qui constitue, sous la direction d'André Tulard, un ensemble de quatre fichiers (alphabétique, par nationalités, par adresses, par professions) représentant au total 600 000 fiches,. Selon le rapport Dannecker « [...] ce fichier se subdivise en fichier simplement alphabétique, les Juifs de nationalité française et étrangère ayant respectivement des fiches de couleur différentes, et des fichiers professionnels par nationalité et par rue ». Il a été ensuite transmis à titre gracieux à la section IV J de la Gestapo, chargée du « problème juif ». Le fichier sera principalement utilisé pour l'organisation de la rafle du Vélodrome d'Hiver, les 16 et 17 juillet 1942.
André Tulard rencontre ainsi le SS Dannecker le 7 juillet 1942, dans ses bureaux de l'avenue Foch, en préparation de la rafle, accompagnant Jean Leguay, les commissaires de police François et Émile Hennequin et d'autres policiers. Le 10 juillet, lors d'une nouvelle réunion au siège du Commissariat général aux questions juives (CGQJ), à laquelle André Tulard n'assiste pas, mais où sont présents Jean Leguay, Pierre Gallien, adjoint de Darquier de Pellepoix (chef du CGQJ) et d'autres policiers (ainsi que des représentants de la SNCF et de l'Assistance publique), le SS Röthke note que « le directeur Tulard compte sur un chiffre global de 24 000 à 25 000 arrestations. ». Deux jours plus tard, le 12 juillet 1942, André Tulard remet sa démission, laquelle est refusée ; le préfet de police Amédée Bussière, qui avait entériné la rafle du 16 juillet 1942, aurait craint le passage du fichier au Commissariat général aux questions juives. Le fichier a de toute façon été utilisé. Le 20 juillet 1942, André Tulard reçoit des ordres directement du SS Röthke, visant à organiser les prochains convois de déportation (les 22, 24 et 27 juillet 1942). Il devient alors directeur du service des étrangers.
André Tulard participe aussi à la logistique de l'attribution des étoiles jaunes. 
Avec nombre de commissaires de police affectés au sein de la Préfecture de Police, il est présent, fin août 1941, à l'inauguration du camp de Drancy, lieu ultime avant les camps de concentration et d’extermination.
S'étant élevé le 20 juillet 1943 contre la dénaturalisation des Juifs français, André Tulard est écarté du service à la demande du chef de la Gestapo, Karl Oberg, le 24 juillet 1943.
Il n'a fait l'objet d'aucune poursuite à la Libération. Il est nommé chef du service du contentieux de la Préfecture de police de Paris puis directeur honoraire de celle-ci. Il est fait chevalier de la Légion d'honneur le 2 août 1950, sur proposition du Ministre de l'Intérieur qui se réfère à sa longue carrière (29 ans) au sein de la Préfecture.
Il meurt chez lui, 3 square Arago à Paris 13e le 3 février 1967 à l'âge de 68 ans.

## Le «fichier juif»
Le 6 décembre 1946, la circulaire d'Édouard Depreux, ministre de l'Intérieur ordonne la destruction de « tous les documents fondés sur la qualité de Juif », en application de l'ordonnance du 9 août 1944 relative au rétablissement de la légalité républicaine sur le territoire continental. Le 7 janvier 1947, une seconde circulaire du ministre, dont au moins un exemplaire a été conservé à la préfecture d'Évreux, vient préciser la première. « Je vous invite en conséquence à maintenir, le cas échéant, dans vos archives, les documents relatifs aux enquêtes, sévices et arrestations dont les personnes considérées comme juives ont été victimes, lorsque ces documents peuvent présenter des avantages pour de telles personnes, par exemple, en permettant la recherche et le regroupement d’individus disparus ou dispersés, ou la délivrance de certificats de déportation ou d’arrestation ». Une partie des fichiers a été conservée au moins un certain temps.
Le 6 mars 1980, le Canard enchaîné affirme que le fichier des Juifs de la région parisienne serait au centre de la gendarmerie, à Rosny-sous-Bois. La CNIL lance un appel aux administrations. Elle ne reçoit aucune réponse, les archivistes ne s'étant pas sentis délivrés par cette demande de leur obligation de réserve, et conclut qu'aucun fichier, ni à Rosny-sous-Bois, ni ailleurs (par exemple au Service des Anciens Combattants), n'a été trouvé, tout en précisant que de « larges zones d'ombre subsistent »,. Elle souligne qu'aucun inventaire de destruction d'archives ne les mentionne, le sénateur Henri Caillavet montrant par là son souci de ne pas mettre en cause ouvertement l'institution des Anciens combattants tout en faisant comprendre que le fichier est toujours là.
C'est dix ans plus tard, à l'automne 1991, que Serge Klarsfeld pense avoir découvert le « fichier Tulard » au service d'archives des Anciens Combattants, à Fontenay-sous-bois, en consultant un inventaire confidentiel, sous le nom de « Grand fichier établi par la préfecture de police en octobre 1940. ». Devant ce qu'il considère comme de l'inertie bureaucratique, Serger Klarsfeld alerte Le Monde, qui publie un article les 13 et 14 novembre 1991. L'historienne Sonia Combe se rend à son tour aux archives des Anciens combattants et constate que l'inventaire officiel répertorie le fichier sous l'intitulé « Fichier Drancy ». Le rapport Gal soulignera plus tard la « culture du secret » imprégnant l'administration des archives, le secrétaire d'État Louis Mexandeau parlant d'« omerta ».
En juin 1992, Jack Lang nomme une commission chargée de déterminer le sort du fichier. Cette commission comprend les historiens René Rémond (président du Conseil supérieur des Archives), Jean-Pierre Azéma, André Kaspi ainsi que Jean Kahn, président du Conseil représentatif des institutions juives de France (CRIF) et Chantal Bonazzi, conservateur général de la section contemporaine des Archives de France. La commission produit deux documents déjà recensés par les archivistes de la Préfecture de Police de Paris qui établissent que des opérations de destruction ont eu lieu les 15 et 16 novembre 1948 dans un premier temps, le 14 décembre 1949 dans un second temps. Elle les publie en deuxième annexe de son rapport après y avoir joint les arrêtés, instructions, procès-verbaux, notes et courriers afférents. En application de l'article 3 de l'ordonnance du 9 août 1944 ainsi que de la circulaire d'Édouard Depreux en date du 6 décembre 1946, ce pilon tardif visait des papiers concernant le « recensement des Israélites, personnes et biens, fiches et dossiers ».
Les conclusions de la « Commission Rémond » restent contestées par des spécialistes de l'histoire des archives, dont Sonia Combe, qui estiment que le fichier du service d'archives des Anciens Combattants est le « fichier Tulard ». Ceux-ci s'appuient notamment sur la nature matérielle du support employé, sa forme, ses couleurs, son atelier d'impression, son mode d'utilisation. Ils soulignent que les procès-verbaux de destruction mentionnés par la commission n'établissent pas qu'il s'agit de destruction totale.
Certains ayants droit, qui n'ont jamais reçu d'offre d’indemnisation, ce qui était l'objet déclaré de la conservation du fichier, ont demandé la destruction de celui ci au nom de la loi Informatique et Libertés qui prohibe les fichiers contenant des « données sensibles » sur « l'origine ethnique ou raciale ». Inversement, le Mémorial du martyr juif inconnu a réclamé de pouvoir le conserver.
Outre le « fichier Tulard », la Belgique a eu un fichier des Juifs, moins perfectionné et effectué par les Allemands, de même que l'Italie fasciste (2 600 fiches de Juifs établies en 1938 par la police italienne pour la « Direction générale de la démographie et de la race »).

## Décoration
- Chevalier de la Légion d'honneur (2 août 1950)